# Zvonivá jama
Zvonivá jama (też: Zvonica, Zvonivá diera, węg. Csengő lyuk, pol. Dzwonnica) – jaskinia krasowa na terenie Krasu Słowacko-Węgierskiego, w Wewnętrznych Karpatach Zachodnich na Słowacji. Zapewne najbardziej znana przepaść Krasu Słowackiego. Nazwa jaskini pochodzi stąd, że kamień do niej wrzucony wyzwala ostry, dzwoniący dźwięk.

## Położenie
Jaskinia znajduje się w środkowej, niezalesionej części Płaskowyżu Pleszywskiego (słow. Plešivská planina) zwanej Gemerské lúky, w odległości ok. 1400 m na wschód od wzniesienia Ostrý Vŕšok (775 m n.p.m.). Jej skalisty otwór o średnicy 7,5 m leży na wysokości 670 m n.p.m., w zarośniętym leju krasowym o rozmiarach 30x22 m, ogrodzonym obecnie płotem z desek.

## Geologia i morfologia
Dzwonnica jest jaskinią typu szczelinowo-zapadliskowego. Powstała w triasowych wapieniach, należących do płaszczowiny silickiej, głównie dzięki korozyjnej działalności przesiąkających przez górotwór wód z opadów atmosferycznych. Składa się z systemu pionowych szczelin i studni, sięgających głębokości 100,5 m.
Wstępna część Dzwonnicy o charakterze studni sięga głębokości 46 m, gdzie znajduje się niewielki skalny taras (tzw. Most). Na dalszych 50 metrach głębokości przepaść przyjmuje postać dwóch równolegle biegnących studni, przechodząc do potężnych sal jaskiniowych o szerokości do 40 m i wysokości 40–50 m, z bogatą szatę naciekową, w tym pagodowymi stalagmitami o wysokości 10–20 m i średnicy podstawy sięgającej 3 m. Twór zwany Słupem Grozy (słow. Stľp hrôzy) jest 26-metrowej wysokości. Długość quasihoryzontalnych części jaskini wynosi ok. 220 m.
Wody z Dzwonnicy przeciekają do Nowej Jaskini Brzotíńskiej na wschodnich zboczach płaskowyżu, skąd są odprowadzane przez Trawne Wywierzysko (słow. Trávna vyvieračka) i Brzotińskie Wywierzysko (słow. Brzotínska vyvieračka) do rzeki Slaná.

## Dzieje eksploracji
Jaskinia znana była od dawna miejscowej ludności, która określała ją jako „bezdenną”. Pierwsza pisemna wzmianka o jaskini znajduje się w monografii Węgier, pióra bratysławskiego geografa i historyka Karola Gottlieba von Windisch z 1780 r. Przytoczył on w niej ludowy przekaz, jakoby jaskinia miała mieć połączenie z dwoma wywierzyskami położonymi u podnóży płaskowyżu. Pod koniec tego wieku o „Dzwoniącej Dziurze” (węg. Csengő lyuk) pisał György Szaller – geodeta, mistrz budownictwa wodnego, a także nauczyciel języka węgierskiego i literatury w katolickim gimnazjum w Bratysławie. W wydanym w 1796 r. zarysie geografii Węgier podał on, że otwór jaskini ma średnicę 8 sążni, a dna nie sposób dostać.
Na początku XIX stulecia jaskiniami Płaskowyżu Pleszywskiego interesował się były ewangelicki proboszcz z miejscowości Ochtyna, pedagog, historyk a przy tym przyrodnik i – według dzisiejszych pojęć – krajoznawca, Ladislav Bohuslav Bartolomeides (1754–1825). W latach 1806–1808 wydał on monografię Gemeru, w której wspomniał m.in. Dzwonnicę. Według ludowych podań miały się w niej gnieździć złe duchy i krwiożerczy smok. To m.in. z powodu tych przekonań przez wiele następnych dziesięcioleci nikt nie odważył się próbować wejść do jaskini.
Dopiero w 1875 r. do przepaści pokusił się zejść Emíl Fabník, dyrektor huty w Slavcu. Z braku odpowiedniego sprzętu nie dotarł do dna. Osiągnął jedynie tzw. skalny most (mniej więcej w połowie głębokości studni), z którego spuścił na sznurze na dno trzy butelki wina. Drugą wyprawę zorganizował w 1882 r. Jozef Pachel, naczelnik stacji kolejowej w Pleszywcu. Przy pomocy stalowej liny opuścił się jako pierwszy w historii na dno jaskini, której głębokość wyliczono na 96 m. Z tej okazji na płaskowyżu zebrali się mieszkańcy okolicznych miejscowości. Ponieważ nie stwierdzono w jaskini ani duchów, ani smoka, zorganizowany został wielki piknik z pieczonym na ognisku wołem.
Rzeczywistej eksploracji przepaści dokonał dopiero Jozef Drenko (1904–1980) z Kunovej Teplicy z towarzyszami. Mierząc czas spadania kamienia na dno jaskini określił jej głębokość na 108,35 m. 15 sierpnia 1925 r., spuszczony przez towarzyszy na konopnej linie, stanął na dnie jaskini oświetlonej płomykiem lampy karbidowej. W czasie trzech kolejnych zejść Drenko, któremu towarzyszyli Štefan Koleszár, Alexander Vajda, Ľudovít Orbán, Július Tegder i Jozef Záborszký, zbadał jaskinię na tyle dokładnie, że znalazł nawet dwie z trzech butelek wina, opuszczonych tu pół wieku wcześniej (jedna była rozbita...). Sporządził również pierwszy plan i przekrój pionowy studni. Później jaskinia była jeszcze kilkakrotnie penetrowana. M.in. 28 maja 1936 r. wybrał się do niej Zdeněk Hadaš i inni żołnierze z garnizonu w Jelšavie. Używając lin i 15-metrowej drabinki sznurowej osiągnęli jednak tylko skalny most na głębokości ok. 50 m.
W roku 1943 badali jaskinię speleolodzy węgierscy pod kierunkiem Huberta Kesslera. 4 lipca Kessler wraz z Jozefem Drenko, przy pomocy długiej na 5 m drewnianej drabinki, pokonali stromy uskok w północnej części sali i jako pierwsi osiągnęli tzw. Wielką Galerię z potężnymi stalagmitami. Wykonali też kolejne szkice i pierwszą dokumentację fotograficzną jaskini, a szereg informacji z tej wyprawy zamieścili w czasopiśmie „Turisták Lapja”. W roku 1961 wyszła w Budapeszcie książka H. Kesslera pt. "Föld alatti ösvényeken" (Po podziemnych korytarzach), w której na stronach 126 – 132 opisał on badania Dzwonnicy z 1943 r.
W latach 1950–1951 5 zejść do Dzwonnicy dokonała ekipa speleologów ze Štítnika, którą kierował Milan Kamenský. W dniach 3–8 sierpnia 1957 r. w ramach 6 Tygodnia Jaskiniowego 21-osobowa ekipa speleologów, którą kierował Vojtech Benický, dokonała największych, kompleksowych badań jaskini, w czasie których zespół kierowany przez Antona Droppę ze Słowackiej Akademii Nauk sporządził plany jaskini. Wyniki tych badań zostały opublikowane w 1959 r., a od tego czasu w jaskini nie doszło do żadnych istotnych nowych odkryć. W badaniach brali również udział tacy znani słowaccy badacze podziemi, jak Zoltán Hosszúréthy, Viliam Rozložník, Ján Majko i inni, a ich działania utrwalił zrealizowany film dokumentalny.
W dniu 6 listopada 2015 r. jaskinię postanowili spenetrować nielegalnie (bez powiadomienia opiekującego się nią Speleoklubu Drienka oraz bez zgody Správy slovenských jaskýň i Parku Narodowego Krasu Słowackiego) trzej obywatele Węgier. Podczas zjazdu 36-letni mężczyzna naruszył podstawowe zasady bezpieczeństwa, obowiązujące w technice linowej, wypiął asekurację, pośliznął się na pochyłej płycie w połowie studni wejściowej i spadł z wysokości około 45 m, ponosząc śmierć na miejscu.

## Ochrona jaskini
Jaskinia znajduje się na terenie Parku Narodowego Kras Słowacki. Od 1996 jest chroniona jako narodowy pomnik przyrody (słow. Národná prírodná pamiatka Zvonivá jama).

## Znaczenie turystyczne
Jaskinia nie jest udostępniona do zwiedzania.